# Flavor of Love
Flavor of Love ist eine US-amerikanische Reality-Fernsehserie, in der Flavor Flav, Rapper der Gruppe Public Enemy, eine Partnerin sucht. Als Weiterführung der Doku-Soap Strange Love, bei welcher Flavor Flav und Brigitte Nielsen ihre während der dritten Staffel von The Surreal Life entflammte Liebesbeziehung dokumentieren ließen, zog Flavor of Love drei Staffeln und über fünf Ableger nach sich.
Als Teil des VH1-Franchises „Celebreality“ wurde die Serie dem Konzept der Show The Bachelor nachempfunden. Zwanzig Frauen leben mit Flavor Flav in einer Villa in Encino, aus welchen dieser nach 11 bis 15 Folgen eine potenzielle Partnerin wählt. In der ersten Folge einer Staffel erhält jede Teilnehmerin von Flavor Flav einen Spitznamen verliehen, unter welchem sie fortan durchgehend geführt wird. Der eigentliche Name der Kandidatin wird erst nach ihrem Ausscheiden enthüllt. Jede Folge müssen eine oder mehrere Frauen die Show verlassen. Die Kandidatinnen, die im Haus bleiben dürfen, erhalten eine große, goldene Uhr mit ihrem Foto und Spitznamen darauf.
Die Show spricht besonders junge Erwachsene und Afroamerikaner an.

## Erste Staffel – Flavor of Love (2006)
- Original-Erstausstrahlung: 1. Januar 2006 auf VH1
- Deutsche Erstausstrahlung: 29. Dezember 2006 auf MTV

Die erste Staffel, bestehend aus elf Folgen, wurde in den Vereinigten Staaten vom 1. Januar 2006 bis zum 2. April 2006 ausgestrahlt. In Deutschland zeigte MTV sie vom 29. Dezember 2006 bis zum 9. März 2007. Als Gewinnerin ging die Kandidatin Hoopz hervor.

### Kandidatinnen
| Kandidatin | Kandidatin         | Ausgeschieden        |
| ---------- | ------------------ | -------------------- |
| Hoopz      | Nicole Alexander   | Gewinnerin           |
| New York   | Tiffany Pollard    | Folge 10             |
| Pumkin     | Brooke Thompson    | Folge 8              |
| Goldie     | Courtney Jackson   | Folge 7              |
| Hottie     | Schatar Taylor     | Folge 6              |
| Smiley     | Leilene Ondrade    | Folge 6              |
| Red Oyster | Abigail Kintanar   | Folge 5 (freiwillig) |
| Sweetie    | Tika Rainn         | Folge 4              |
| Peaches    | Kim Manning        | Folge 3              |
| Serious    | Cristal Steverson  | Folge 3              |
| Apples     | Melanie Prudhomme  | Folge 2              |
| Dimplez    | Margaret Radnick   | Folge 2              |
| Georgia    | Jefandi Cato       | Folge 2              |
| Miss Latin | Xotchitl Rodriguez | Folge 2              |
| Rain       | Thela Brown        | Folge 2              |
| Bubblez    | April Navarro      | Folge 1              |
| Cherry     | Mieko Smith        | Folge 1              |
| Picasso    | Sarah Wilson       | Folge 1              |
| Shellz     | Amber Kemp         | Folge 1              |
| Smokey     | Johanna Olson      | Folge 1              |

### Nach der Show
- Pumkin, Goldie, Hottie, Smiley, Serious und Rain nahmen neben Kandidatinnen der zweiten Staffel an der Reality-Show Flavor of Love Girls: Charm School teil.
- Pumkin und Hoopz waren 2008 in der ersten Staffel der Reality-Show I Love Money zu sehen, während Smiley (als „Leilene“) 2009 an der zweiten Staffel teilnahm. Hoopz wurde zur Gewinnerin der ersten Staffel gekürt.
- Im Mai 2009 verbreitete sich ein Videoclip im Internet, der Hoopz und einen ehemaligen Partner beim Geschlechtsverkehr zeigt.[3]

## Zweite Staffel – Flavor of Love 2 (2006)
Nach dem Erfolg der ersten Staffel produzierte VH1 noch im gleichen Jahr eine zweite.
Erneut kämpften 20 Kandidatinnen um Flavor Flavs Gunst. Neben zwanzig neuen Gesichtern war New York, Zweitplatzierte der ersten Staffel, ab Mitte der Staffel auf Wunsch Flavor Flavs wieder Teil des Kandidatinnen-Kaders. Im Finale unterlag sie der aus Detroit stammenden Deelishis. Die zweite Staffel wurde in den Vereinigten Staaten mit zwölf Folgen von August bis Oktober 2006 ausgestrahlt. Die deutsche Erstausstrahlung erfolgte am 24. August 2007 auf MTV.

### Kandidatinnen
| Kandidatin | Kandidatin        | Ausgeschieden             |
| ---------- | ----------------- | ------------------------- |
| Deelishis  | Chandra Davis     | Gewinnerin                |
| New York   | Tiffany Pollard   | Folge 11                  |
| Krazy      | Heather Crawford  | Folge 9                   |
| Bootz      | Larissa Aurora    | Folge 8                   |
| Buckeey    | Shay Johnson      | Folge 7                   |
| Beautiful  | Kelly Jay Jenkins | Folge 6                   |
| Buckwild   | Becky Johnston    | Folge 6 (freiwillig)      |
| Nibblz     | Domenique Majors  | Folge 6                   |
| Like Dat   | Darra Boyd        | Folge 5                   |
| Toasteee   | Jennifer Toof     | Folge 4                   |
| Payshintz  | Jasmine Dare      | Folge 3                   |
| Sumthin    | Tykeisha Thomas   | Folge 3                   |
| Tiger      | Britney Mareno    | Folge 3                   |
| Spunkeey   | Maria Dunbar      | Folge 2                   |
| Wire       | Jesselynn Desmond | Folge 2                   |
| Bamma      | Tarasha Lee       | Folge 1                   |
| Choclate   | Ronnise Clark     | Folge 1                   |
| Hood       | Yanay Yancy       | Folge 1                   |
| H-Town     | Renee Austin      | Folge 1                   |
| Saaphyri   | Saaphyri Windsor  | Folge 1 (disqualifiziert) |
| Eye'z      | Bonnie Mercado    | Folge 1                   |

### Resonanz
Bereits der Staffelauftakt, „Sumthin's Stinkin' in the House of Flav“, erreichte mit 3,3 Millionen Zuschauern für VH1 die höchste Einschaltquote der ersten Folge einer Staffel seit Bestehen des Senders. Das Finale wurde von 7,5 Millionen Zuschauern verfolgt, was dem besten Wert des Jahres für eine Reality-Show im Kabelfernsehen entsprach.“

### Nach der Show
- New York bekam ihre eigene Dating-Show unter dem Titel I Love New York, von welcher zwei Staffeln produziert wurden.
- Krazy, Bootz, Buckeey, Buckwild, Like Dat, Toasteee und Saaphyri nahmen neben Kandidatinnen der ersten Staffel an der Reality-Show Flavor of Love Girls: Charm School teil.
- Toasteee nahm an der ersten Staffel von I Love Money als „Toastee“ teil, Buckwild und Saaphyri waren in der zweiten Staffel Anfang 2009 zu sehen.

## Dritte Staffel – Flavor of Love 3 (2008)
Von Februar bis Mai 2008 wurde in den Vereinigten Staaten die dritte Staffel der Show ausgestrahlt. Die Dreharbeiten fanden im Oktober 2007 statt. Bei der Zusammenstellung der Kandidatinnen gab es dieses Mal eine Neuerung; bis Mitte September 2007 konnten auf der US-Homepage von Flavor of Love fünf Kandidatinnen in die Sendung gewählt werden. Die restlichen fünfzehn wurden wie bisher von den Casting-Leitern ausgesucht. Neben den 21 Kandidaten kamen in der siebten Folge noch vier weitere Teilnehmerinnen dazu.
Zur Gewinnerin der dritten Staffel wurde die Kandidatin Thing 2 gekürt, welche nach einem Rauswurf als Viertplatzierte für das Finale zurückgeholt wurde und als Gewinnerin der Staffel aus dem Rennen ging. In Deutschland wurde Flavor of Love 3 ab dem 2. Januar 2009 auf MTV ausgestrahlt. In der „Reunion“-Show machte Flavor Flav der Mutter seines jüngsten Sohnes einen Heiratsantrag.

### Kandidatinnen
| Kandidatin | Kandidatin       | Ausgeschieden       |
| ---------- | ---------------- | ------------------- |
| Thing 2    | Latresha         | Folge 12 Gewinnerin |
| Black      | Candance Cabrera | Folge 15            |
| Sinceer    | Niki Sharelle    | Folge 15            |
| Seezinz    | Autumn Joi       | Folge 13            |
| Tree       | Rashida Shaw     | Folge 11            |
| Prototype  | Maria            | Folge 10            |
| Thing 1    | Latrisha         | Folge 10            |
| Luscious D | Shannon Kulis    | Folge 9             |
| Hotlanta   | Nicole Jamz      | Folge 9             |
| Prancer    | Mercedes Clausen | Folge 8             |
| Shy        | Monalisa Brown   | Folge 7             |
| Bunz       | Courtnay         | Folge 6             |
| Myammee    | Angela Pitts     | Folge 6             |
| Bee-Ex     | Twana Denard     | Folge 5             |
| Grayvee    | Yvonne Govan     | Folge 4             |
| Rayna      | Eraina           | Folge 3             |
| Ice        | Amanda Habrowski | Folge 3             |
| Tik        | Courtney         | Folge 2             |
| El         | Lisa             | Folge 2             |
| St. Lewis  | Brittanie Skye   | Folge 2             |
| Savanna    | Savanna          | Folge 1             |
| Shore-Tee  | Angela           | Folge 1             |
| Dymz       | Esperanza        | Folge 1             |
| Peechee    | Crista           | Folge 1             |
| Q-Tee      | Erika            | Folge 1             |

### Nach der Show
- Prancer, Myammee und Ice traten in der Show I Love Money 2 gegeneinander an. Myammee ging als Siegerin hervor und setzte sich gegen 18 Kandidaten verschiedener Flavor-of-Love-Spin-offs durch.

## Ableger
Flavor of Love zog einige erfolgreiche Spin-offs nach sich.

### I Love New York(2007–2008)
→ Hauptartikel: I Love New York (Fernsehserie)
Die Show I Love New York funktioniert nach dem gleichen Prinzip wie Flavor of Love. New York sucht unter zwanzig Junggesellen ihren neuen Freund.
Neben zwei Staffeln wurden drei Ableger des Formats produziert.
- New York Goes to Hollywood (2008): Eine Kamera begleitet New York (hier als Tiffany) über acht Folgen bei ihrem Versuch, als Schauspielerin Arbeit zu finden. Unter anderem wird die Trennung von Tailor Made thematisiert. Während die Doku-Soap am 4. August 2008 auf VH1 Premiere feierte, wird sie in Deutschland erstmals am 30. Juni 2009 gezeigt.
- New York Goes to Work (2009): New York muss sich in verschiedenen Berufsfeldern beweisen, um bei einer guten Leistung einen Scheck über 10.000 US-Dollar zu erhalten. Der Zuschauer kann per SMS-Voting wöchentlich für einen von drei Berufen abstimmen. Die Sendung ging am 4. Mai 2009 bei VH1 auf Sendung.
- Real Chance of Love (seit 2008): Real und Chance, Brüder und Finalisten der ersten Staffel von I Love New York, suchen im Herbst 2008 nach festen Partnerinnen. Die zweite Staffel läuft ab August 2009 auf VH1.[12]
- Frank the Entertainer in a Basement Affair (seit 2010): Frank "The Entertainer" Maresca, Kandidat der ersten Staffel von I Love New York, sucht im Keller seiner Eltern nach einer festen Partnerin.[13]

### Rock of Love(2007–2009)
→ Hauptartikel: Rock of Love
Bret Michaels, Sänger der Rock-Band Poison, sucht nach seiner großen Liebe. Bis 2009 wurden drei Staffeln der Serie und zwei direkte Ableger produziert.
- Daisy of Love (2009): Nachdem Daisy de la Hoya im Finale von Rock of Love 2 ihrer Mitstreiterin Ambre im Kampf um Bret Michaels’ Herz unterlegen war, kämpfen in dieser Show 20 junge Männer um ihre Gunst.
- Megan Wants a Millionaire (2009): Megan Hauserman schaffte es bis zur neunten Folge bei Rock of Love 2, warf als Drittplatzierte bei I Love Money das Handtuch und machte bei Rock of Love: Charm School Schlagzeilen auf Grund einer Handgreiflichkeit mit Sharon Osbourne. Ab August 2009 sucht auch sie ihren Traumpartner.

### Charm School(seit 2007)
→ Hauptartikel: Charm School (Serie)
Die Kandidatinnen verschiedener VH1-Dating-Shows werden in einer Benimmschule unterrichtet.

### I Love Money(seit 2008)
→ Hauptartikel: I Love Money

### For the Love of Ray J(2009)
Der Sänger Ray J ist wie zuvor Flavor Flav auf der Suche nach einer neuen Liebesbeziehung. Die erste Staffel lief von Februar 2009 bis April 2009 im US-amerikanischen Fernsehen.